# 제2의 사춘기
"제2의 사춘기"는 한국에서 제작된 박호태 감독의 1987년 영화이다. 이미지 등이 주연으로 출연하였고 도동환 등이 제작에 참여하였다.

## 출연

### 주연
- 이미지
- 유장현
- 곽은경

## 기타
- 조명: 장기종